# Amtsgericht Buxtehude

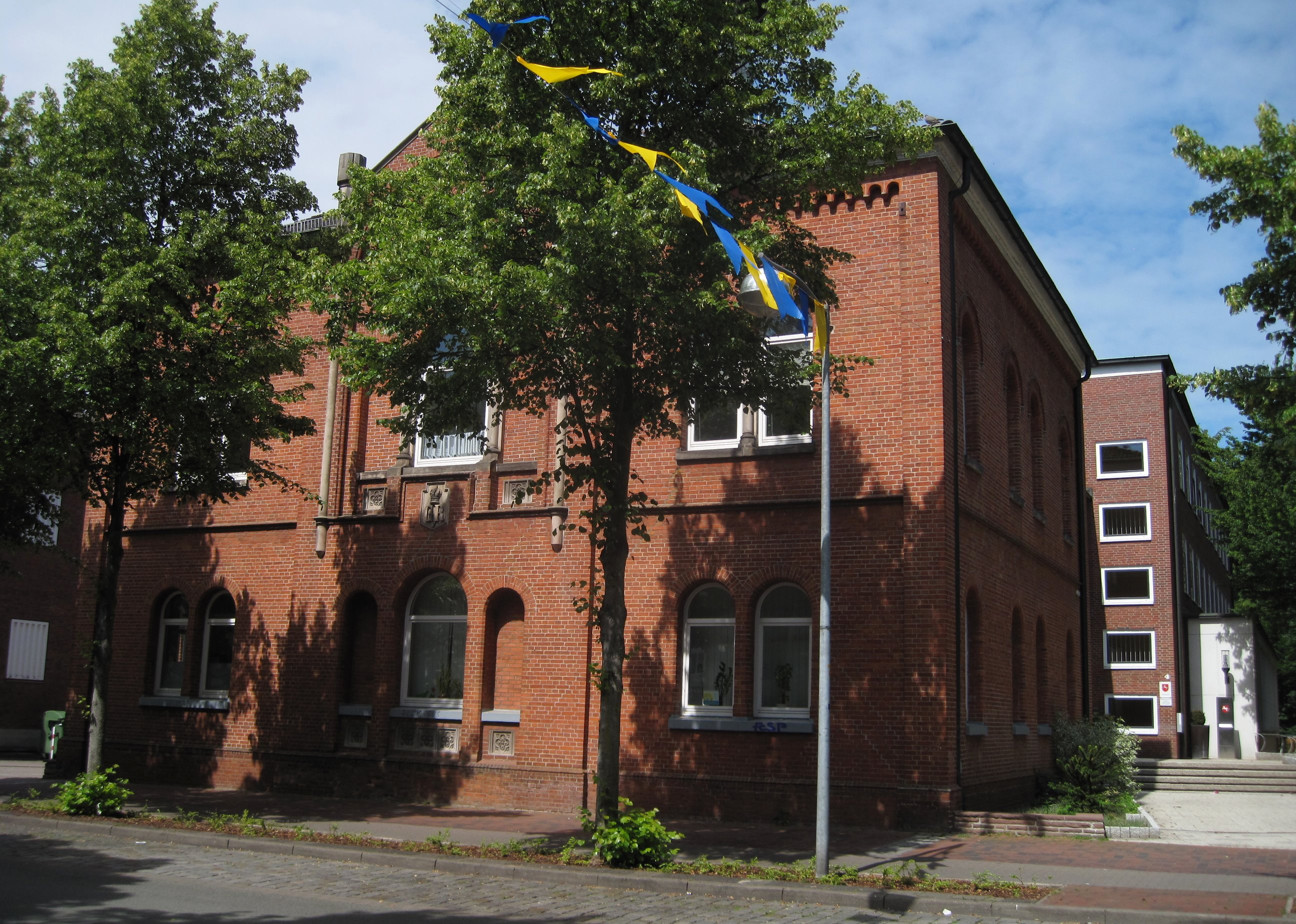
Gerichtsgebäude

Das Amtsgericht Buxtehude ist eines von acht Amtsgerichten im Landgerichtsbezirk Stade und hat seinen Sitz im niedersächsischen Buxtehude.

## Übergeordnete Gerichte
Dem Amtsgericht Buxtehude sind im Instanzenzug das Landgericht Stade, das Oberlandesgericht Celle sowie der Bundesgerichtshof in Karlsruhe übergeordnet.

## Gerichtsbezirk
Das Amtsgericht Buxtehude ist örtlich zuständig für die Hansestadt Buxtehude, für die Gemeinden Apensen, Horneburg und Jork sowie für die Samtgemeinde Harsefeld.

## Geschichte
Nach der Revolution von 1848 wurde im Königreich Hannover die Rechtsprechung von der Verwaltung getrennt und die Patrimonialgerichtsbarkeit abgeschafft.
Das Amtsgericht wurde daraufhin mit der Verordnung vom 7. August 1852 die Bildung der Amtsgerichte und unteren Verwaltungsbehörden betreffend als königlich hannoversches Amtsgericht gegründet.
Es umfasste das Amt Horneburg und die Stadt Buxtehude.
Das Amtsgericht war dem Obergericht Stade untergeordnet. 1859 wurde das Amtsgericht Harsefeld aufgehoben und dessen Gerichtsbezirk dem des Amtsgerichts Buxtehude zugeschlagen. Mit der Annexion Hannovers durch Preußen wurde es zu einem preußischen Amtsgericht in der Provinz Hannover.

## Gerichtsgebäude
Das Gericht ist in einem Gebäude von 1864 an der Bahnhofstraße 4 in der Buxtehuder Innenstadt untergebracht.
Sein Vorgänger war bis 1823 der kgl. hannoversche Amtshof auf dem heutigen Villengrundstück Ritterstr. 15 südlich des Hotels zur Mühle (Nr. 16). Er wurde 1849 an einen Seifenfabrikanten Kähler verkauft und mit einem „Schlösschen“ im Tudorstil bebaut.